# Internationale Gartenbauausstellung 1869

Ansicht der Ausstellung, Farblithographie von Julius Schöpel

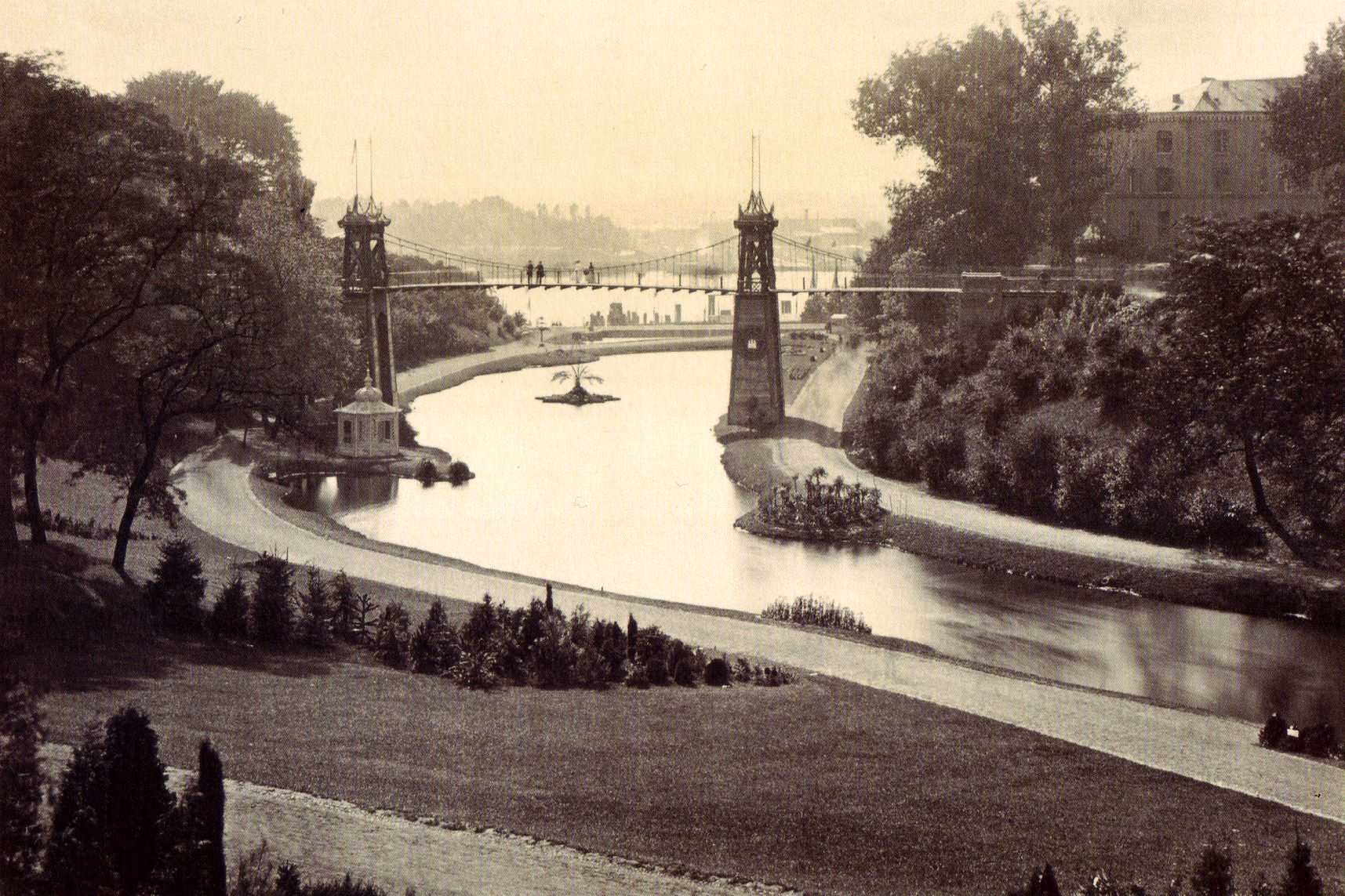
Kettenbrücke im Alten Elbpark

Die Internationale Gartenbauausstellung fand vom 2. bis 12. September 1869 in Hamburg statt.

## Ausstellung

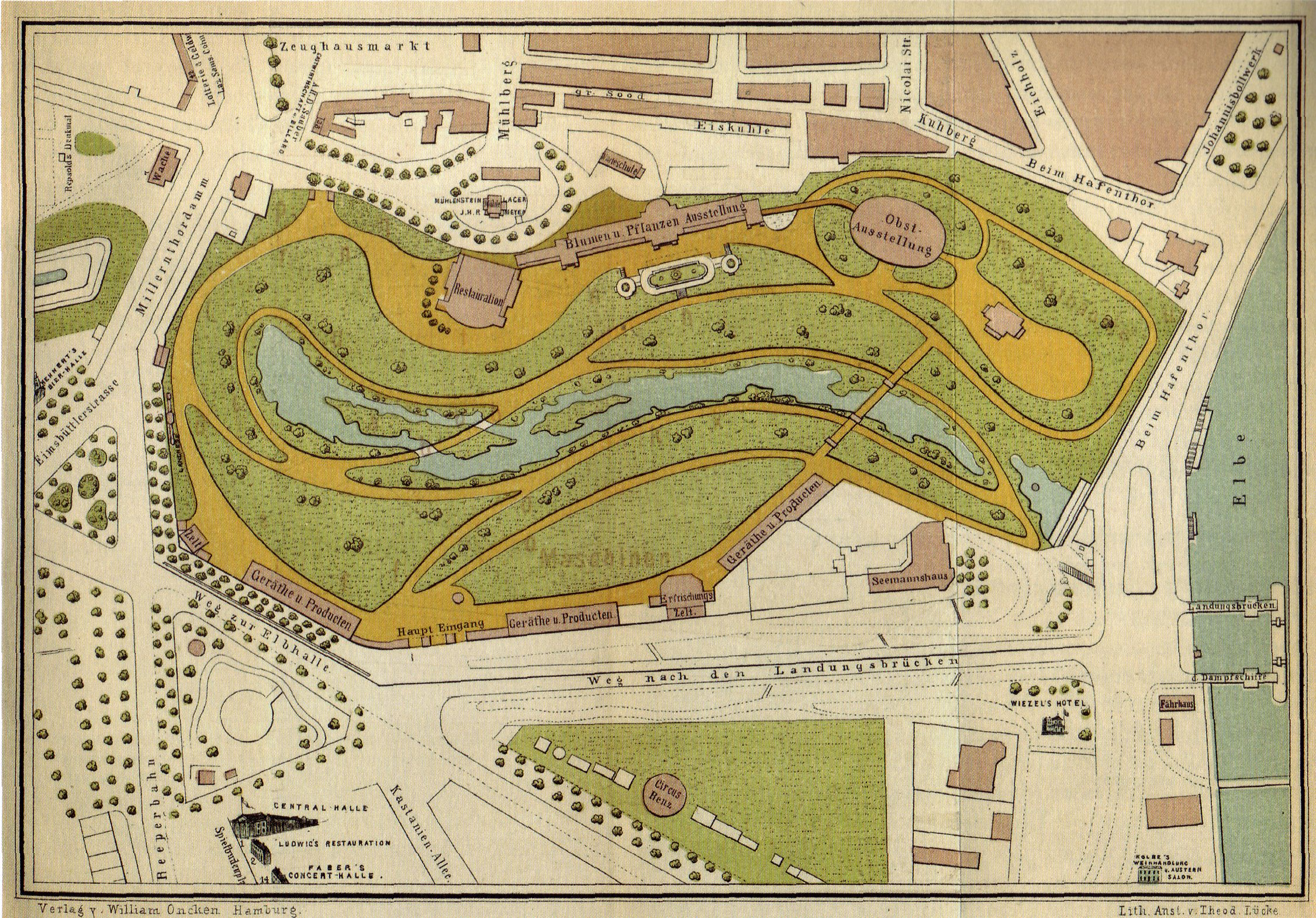
Lageplan der Ausstellung

Die Ausstellung war angeregt durch ähnliche vorangegangene Ausstellungen, insbesondere durch die sehr erfolgreiche Internationale Landwirtschaftliche Ausstellung von 1863 auf dem Hamburger Heiligengeistfeld. Es war die erste Internationale Gartenbauausstellung auf deutschem Boden. 
Das Vorbereitungskomitee bestand aus den beiden Initiatoren Friedrich Jürgens und Johann Theodor Ohlendorff (Sohn von Johann Heinrich Ohlendorff) sowie namhaften Hamburger Kaufleuten und Senatoren wie Charles Ami de Chapeaurouge und Carl Hermann Merck. Als Ausstellungsgelände wurde vom Hamburger Senat ein 14 Hektar großer Abschnitt der ehemaligen Wallanlagen zwischen Millerntor und Elbe (heute Alter Elbpark und Stintfang) zur Verfügung gestellt. Die gärtnerische Planung oblag Jürgens selbst, die Ausstellungshallen entwarf Martin Haller. Aussteller aus 11 Nationen beteiligten sich, auch wenn die Ausstellung selbst nur 11 Tage dauerte.

## Nachwirkungen
Der Ausstellung folgten in Hamburg die Internationale Gartenbauausstellung 1897, die Niederdeutsche Gartenschau 1935, die Internationale Gartenbauausstellung 1953, die Internationale Gartenbauausstellung 1963, die Internationale Gartenbauausstellung 1973 und die Internationale Gartenschau 2013.